# Verordnung (EU) Nr. 1025/2012 (Normungsverordnung)
Die Verordnung (EU) Nr. 1025/2012 des Europäischen Parlaments und des Rates vom 25. Oktober 2012 zur europäischen Normung, zur Änderung der Richtlinien 89/686/EWG und 93/15/EWG des Rates sowie der Richtlinien 94/9/EG, 94/25/EG, 95/16/EG, 97/23/EG, 98/34/EG, 2004/22/EG, 2007/23/EG, 2009/23/EG und 2009/105/EG des Europäischen Parlaments und des Rates und zur Aufhebung des Beschlusses 87/95/EWG des Rates und des Beschlusses Nr. 1673/2006/EG des Europäischen Parlaments und des Rates, kurz EU-Normungsverordnung, soll die Normung, die eine führende Rolle im Binnenmarkt der Europäischen Union (EU) einnimmt, modernisieren und verbessern. Europäische Normen fallen in die Zuständigkeit der Europäischen Normungsorganisationen (CEN, CENELEC, ETSI) und können zur Unterstützung der Rechtsvorschriften und Strategien der EU genutzt werden. Schlüsseldokumente der Europäischen Kommission zur europäischen Normungspolitik und der damit zusammenhängenden Praxis werden auf einer EU-Webseite zusammengefasst.
Die Verordnung enthält Vorschriften für die Zusammenarbeit zwischen europäischen Normungsorganisationen, nationalen Normungsorganisationen, den Mitgliedstaaten und der Kommission, für die Erarbeitung von europäischen Normen und Dokumenten der europäischen Normung für Produkte und für Dienstleistungen zur Unterstützung von Rechtsvorschriften und von politischen Maßnahmen der Union. Ebenso Vorschriften zur Finanzierung europäischer Normung und Beteiligung der Interessenträger an europäischer Normung.
In der Verordnung wird festgelegt, wie der EU-Normungsprozess funktionieren soll, und wie die zahlreichen an diesem Prozess beteiligten Organisationen (auf europäischer und nationaler Ebene) zusammenarbeiten sollen.
Die Verordnung bezieht sich auch ausdrücklich auf die spezifischen Normen für Produkte, für die eine CE-Kennzeichnung durch die EU-Gesetzgebung gefordert wird. Zitat: Daher ist es erforderlich, in diese Verordnung das einheitliche Verfahren aufzunehmen, das in Beschluss Nr. 768/2008/EG des Europäischen Parlaments und des Rates vom 9. Juli 2008 über einen gemeinsamen Rechtsrahmen für die Vermarktung von Produkten (21) vorgesehen ist. Der Beschluß Nr. 768/2008/EG des Europäischen Parlaments und des Rates vom 9. Juli 2008 über einen gemeinsamen Rechtsrahmen für die Vermarktung von Produkten und zur Aufhebung des Beschlusses 93/465/EWG des Rates gibt in Kapitel R 1 die Begriffsbestimmungen unter anderem auch für die CE-Kennzeichnung wieder.

## Geschichte
Die vorliegende Verordnung beruht auf dem Vorschlag für eine Verordnung des Europäischen Parlaments und des Rates zur europäischen Normung und zur Änderung verschiedener Richtlinien. Geändert wurden die Richtlinien 89/686/EWG und 93/15/EWG des Rates sowie der Richtlinien 94/9/EG, 94/25/EG, 95/16/EG, 97/23/EG, 98/34/EG (Informationsverfahren auf dem Gebiet der Normen und technischen Vorschriften), 2004/22/EG, 2007/23/EG (Inverkehrbringen pyrotechnischer Gegenstände), 2009/23/EG (Vorgängerrichtlinie zu Richtlinie 2014/31/EU über nichtselbsttätige Waagen), 2009/105/EG (Vorgängerrichtlinie zu Richtlinie 2014/29/EU über einfache Druckbehälter) des Europäischen Parlaments. Aufgehoben wurden die Beschlüsse 87/95/EWG des Rates und 1673/2006/EG des Europäischen Parlaments und des Rates.
Die Verordnung wurde 2022 durch Verordnung (EU) 2022/2480 des Europäischen Parlaments und des Rates vom 14. Dezember 2022 zur Änderung der Verordnung (EU) Nr. 1025/2012 hinsichtlich Entscheidungen der europäischen Normungsorganisationen über europäische Normen und Dokumente der europäischen Normung in zwei Artikel geändert. Diese trat am 9. Juli 2023 in Kraft. Mit der Änderung werden die Grundsätze der verantwortungsvollen Verwaltung innerhalb des europäischen Normungssystems eingeführt, indem eine ausgewogene Vertretung der Interessengruppen im Rahmen des Normungsverfahrens gewährleistet wird.
Im Februar 2022 hat die Europäische Kommission eine neue Normungsstrategie vorgestellt. EU-Binnenmarktkommissar Thierry Breton erklärte:

„Mit der heute präsentierten Strategie legen wir unsere Normungsprioritäten unmissverständlich dar und schaffen die Voraussetzungen dafür, dass europäische Normen zu globalen Benchmarks werden. Wir ergreifen Maßnahmen, um die Integrität des europäischen Normungsprozesses zu wahren und die europäischen KMU sowie europäische Interessen in den Mittelpunkt zu stellen.“

## Grundlagen der europäischen Normung
Normen als Ergebnis der Normung sollen:
- Wettbewerbsfähigkeit von Unternehmen stärken
- Wettbewerb fördern
- Kosten senken
- Sicherheit verbessern
- Sicherheit (vor allem Arbeits- und Produktsicherheit) stärken
- Gesundheit schützen
- zum Umweltschutz beitragen
- Kompatibilität und Interoperabilität mit anderen Produkten oder Systemen sicherstellen
- Normen sollten über den gesamten Lebenszyklus von Produkten und Dienstleistungen hinweg den Umweltauswirkungen Rechnung tragen (Punkt (26) der Präambel)
- Normung ist als Instrument zur Durchsetzung der Rechtsvorschriften und der Politik der Union von großer Bedeutung (Punkt (25) der Präambel)

Der Gegenstand der Verordnung ist in Artikel 1 genannt:

„Diese Verordnung enthält Vorschriften für die Zusammenarbeit zwischen europäischen Normungsorganisationen, nationalen Normungsorganisationen, den Mitgliedstaaten und der Kommission, für die Erarbeitung von europäischen Normen und Dokumenten der europäischen Normung für Produkte und für Dienstleistungen zur Unterstützung von Rechtsvorschriften und von politischen Maßnahmen der Union, für die Identifizierung referenzierbarer technischer IKT-Spezifikationen sowie für die Finanzierung europäischer Normung und Beteiligung der Interessenträger an europäischer Normung.“

## Wichtige Eckpunkte

### Grundlagen
Normen werden auf den anerkannten Grundsätzen der WTO auf dem Gebiet der Normung erarbeitet. Die vorliegende Verordnung baut darauf auf. In der Präambel Punkt 2 wird genannt:

„Die europäische Normung wird durch und für die einschlägigen Interessenträger organisiert, und zwar auf der Grundlage nationaler Vertretung (Europäisches Komitee für Normung (CEN) und das Europäisches Komitee für Elektrotechnische Normung (Cenelec)) und direkter Beteiligung (Europäisches Institut für Telekommunikationsnormen (ETSI)), und sie stützt sich auf die von der Welthandelsorganisation (WTO) anerkannten Grundsätze auf dem Gebiet der Normung, nämlich Kohärenz, Transparenz, Offenheit, Konsens, Freiwilligkeit der Anwendung, Unabhängigkeit von Einzelinteressen und Effizienz (im Folgenden „Grundprinzipien“). Nach den Grundprinzipien ist es wichtig, dass alle interessierten Kreise, einschließlich der Behörden und der kleineren und mittleren Unternehmen (KMU), angemessen in den nationalen und europäischen Normungsprozess einbezogen werden. Die nationalen Normungsorganisationen sollten außerdem die Mitwirkung von Interessenträgern fördern und erleichtern.“

Durch das „neue Konzept“ haben europäische Normen eine Funktion bei der Deregulierung des europäischen Binnenmarktes. Die Wiedergabe der, in den Normen erarbeiteten technischen Regeln, im Text des Gesetzes würde die Rechtsvorschrift mit einer Fülle fachlicher Details belasten. Zusätzlich entstünde ein erheblicher Novellierungsbedarf, um mit der wissenschaftlichen und technischen Entwicklung Schritt zu halten. Normen spezifizieren die drei Technikklauseln.
Die Wichtigkeit der europäischen Normung, und dieser Verordnung, zur Rechtsstaatlichkeit zeigen die James-Elliott-Entscheidung sowie die Malamud-Entscheidung des Europäischer Gerichtshofs. Diese haben dazu geführt, dass Normen, auf welche Rechtsakte der EU verweisen, kostenfrei öffentlich zugänglich sein müssen. Hierzu muss der Interessierte bei der für sein Land zuständigen Normungsorganisation den Zugriff auf diese harmonisierten Normen online beantragen.
Die Anwendung von Normen im betrieblichen und behördlichen Alltag ist zunächst freiwillig. Die Normenanwendung löst jedoch die Vermutungswirkung aus. Diese besagt dass, wer sich an die (unverbindlichen) Technischen Regeln gehalten hat, damit den (rechtsverbindlichen) Forderungen der Verordnungen oder der Gesetze nachgekommen ist. Wer von Normen abweicht, muss die Abweichung begründen können. Dies gilt für alle Dienstleistungen und Produkte.

### Zusammenarbeit
Die Verordnung enthält Bestimmungen zur Zusammenarbeit zwischen den Normungsorganisationen, den nationalen Normungsgremien, den Mitgliedstaaten der EU und der Europäischen Kommission. Sie bestimmt die Festlegung marktorientierter europäischer Normen für Produkte und Dienstleistungen gemäß den EU-Rechtsvorschriften und -Strategien. Sie regelt die Finanzierung von Normungstätigkeiten in Form von Zuschüssen und der Einreichung von Vorschlägen gemäß den EU-Rechtsvorschriften und -Strategien.
Auch die Mitwirkung der Interessenträger, wie unmittelbar oder mittelbar von der Norm betroffene Wirtschaftsteilnehmer, Organisationen und Kreisen, die Interessen gesamtgesellschaftlicher Relevanz vertreten, beispielsweise ökologische, Verbraucher- oder Arbeitnehmerinteressen und Organisationen und Kreise, die die grundlegenden Arbeitnehmerrechte vertreten, beispielsweise Gewerkschaften.
Hierbei wird in der Verordnung die europäische Normung durch das Europäische Komitee für Normung (CEN), das Europäische Komitee für Elektrotechnische Normung (Cenelec) und das Europäische Institut für Telekommunikationsnormen (ETSI) hervorgehoben (siehe Anhang I). In Artikel 2 Begriffsbestimmungen ist die Bedeutung der Begriffe definiert. Wie in verschiedenen Richtlinien/Verordnungen erwähnt, sind harmonisierte europäische Normen als Erstes bei der Entwicklung von Produkten und Dienstleistungen zu Rate zu ziehen (siehe hierzu z. B. Richtlinie 2009/81/EG, ISO 9001, ISO 14001). Eine europäische harmonisierte Norm ist eine europäische Norm, die im Auftrag der Kommission von einer der europäischen Normungsorganisationen mit Blick auf die Anwendung der Harmonisierungsrechtsvorschriften der Union entwickelt wurde.

### Normungsaufträge für europäische Normungsorganisationen
Die EU-Kommission kann eine oder mehrere europäische Normungsorganisationen (CEN, CELENEC, ETSI) beauftragen, eine europäische Norm zu erarbeiten. Diese müssen marktorientiert sein, dem öffentlichen Interesse und den politischen Zielen der EU Rechnung tragen. Die Kommission legt die Anforderungen an den Inhalt und einen Termin für dessen Annahme fest. Die Kommission verabschiedet ein jährliches Arbeitsprogramm der Union für europäische Normung. Die europäischen Normungsorganisationen übermitteln der Kommission einen Jahresbericht über die Durchführung dieser Verordnung. Alle fünf Jahre legt die Kommission dem Europäischen Parlament und dem Rat einen Bericht über die Durchführung dieser Verordnung vor.

### Umfassende Mitwirkung am Normungsprozess
Die europäischen Normungsorganisationen müssen eine aktive Teilnahme aller interessierten Kreise am Normungsprozess, einschließlich kleiner und mittlerer Unternehmen, Verbraucherorganisationen sowie Interessengruppen aus dem Umwelt- und Sozialbereich, ermöglichen. Nationale Normungsgremien müssen kleinen und mittleren Unternehmen den Zugang zu Normen und ihrem Entwicklungsprozess ermöglichen, wobei ein Austausch über bewährte Verfahren zur stärkeren Beteiligung erfolgen sollte.
Nur eine geringe Anzahl der IEC- und ISO-Normen sind für Normungszwecke öffentlich zugänglich und können kostenfrei heruntergeladen werden.
DIN-Normen und VDE-Vorschriften sind in Normen-Infopoints, meistens an deutschen wissenschaftlichen Bibliotheken, einsehbar. Neue Normen können kostenfrei im Norm-Entwurfs-Portal gelesen und kommentiert werden.

### Europäische Normung
Die europäische Normungspolitik und die europäischen Normen tragen wesentlich zum funktionieren des EU-Binnenmarktes und zum Handel mit Akteuen außerhalb des Binnenmarktes bei. Daher wird ein jährliches Berichtswesen und jähliche Arbeitsprogramme der Union für europäische Normung etabliert, mit Berichten der EU-Kommission und des Rates sowie der involvierten Ausschüsse.

### Anerkennung und Verwendung von technischen Spezifikationen
Auch technische Spezifikatione, die keine Norm sind, können eine Marktakzeptanz erreichen und damit die Vermutungswirkung auslösen. Dazu müssen die Spezifikationen folgende Kriterien erfüllen (Anhang II der Verordnung):
- Offenheit; wurden auf der Grundlage einer offenen Entscheidungsfindung entwickelt,
- Konsens; Entscheidungsverfahren wurde auf der Grundlage von Zusammenarbeit und Konsens durchgeführt und bevorzugte keinen bestimmten Interessenträger,
- Transparenz; Informationen in Bezug auf die fachspezifischen Diskussionen und die Entscheidungsfindung wurden archiviert und gekennzeichnet sowie die Stellungnahmen von interessierten Kreisen wurden geprüft und beantwortet.

### Jährliche Arbeitsprogramme und Einwände gegen harmonisierte Normen
Die europäischen Normungsorganisationen übermitteln der Kommission einen Jahresbericht über die Durchführung dieser Verordnung. Die europäischen Normungsorganisationen CEN und CELENEC sowie ETSI geben sich jedes Jahr ein Arbeitsprogramm. Darüber hinaus geben sich die nationalen Normungsgremien gemäß Artikel 3 Absatz 4 dieser Verordnung ebenfalls ein jährliches Arbeitsprogramm. Durch die Europäische Kommissiion wird ein Notifizierungssystem eingerichtet, um zweckmäßige Konsultation und Marktrelevanz zu gewährleisten. Hier können Normungsaufträge verabschiedet oder Entscheidungen über Einwände gegen harmonisierte Normen, die durch die Mitgliedstaaten oder das Europäische Parlament hervorgebracht werden, getroffen werden. Eine jährliche unabhängige Überprüfung des europäischen Normungssystems findet statt und wird veröffentlicht.

### Spezifische Normen
Die Verordnung bezieht sich ausdrücklich auf Verordnungen/Richtlinien zur CE-Kennzeichnung von Produkten und ihre produktspezifischen harmonisierten Normen.

#### Spezifikationen der IKT (Informations- und Kommunikationstechnologien)
Für spezielle Bereiche der Technik können auch von der EU-Kommission Spezifikationen der Informations- und Kommunikationstechnologie (IKT) zugelassen werden (Artikel 13). IKT Spezifikationen sind notwendig bei der Vergabe öffentlicher Aufträge, um so auf die schnelle Entwicklung in diesem Bereich zu reagieren, grenzüberschreitende Dienstleistungen zu erleichtern, den Wettbewerb zu stärken und die Interoperabilität und Innovation zu fördern (Punkt 30 Präambel). Diese müssen den Anforderungen in Anhang II entsprechen. Diese sind: Offenheit, Konsens, Transparenz, Pflege, Verfügbarkeit, Lizenzen, Relevanz, Neutralität und Stabilität sowie Qualität. Technische Spezifikationen, die nicht von europäischen Normungsorganisationen angenommen wurden, haben nicht den gleichen Status wie europäische Normen (Punkt 31 Präambel).

### Finanzierung
Die Finanzierung (beschrieben in Kapitel V) durch die Union kann den europäischen Normungsorganisationen für folgende Normungstätigkeiten gewährt werden:
- die Entwicklung und Überarbeitung von europäischen Normen und Dokumenten der europäischen Normung, wenn sie für die Unterstützung der Rechtsvorschriften der EU erforderlich sind;
- die Überprüfung von europäischen Normen und Dokumenten der europäischen Normung in Bezug auf ihre Qualität und Konformität mit den entsprechenden Rechtsvorschriften;
- die Ausführung von Arbeiten, mit denen europäische Normung vorbereitet oder begleitet werden, beispielsweise Studien, Kooperationsmaßnahmen einschließlich internationaler Kooperation, Seminare, Bewertungen usw.
- die Tätigkeiten der zentralen Sekretariate der europäischen Normungsorganisationen wie Politikkonzipierung, Koordinierung der Normungstätigkeiten;
- die Übersetzung von europäischen Normen oder Dokumenten der europäischen Normung, die zur Unterstützung der Rechtsvorschriften und politischen Maßnahmen der Union verwendet werden;
- die Erstellung von Informationen, mit denen europäische Normen oder Dokumente der europäischen Normung erklärt, ausgelegt und vereinfacht werden können;
- Tätigkeiten zur Durchführung von Programmen zur technischen Unterstützung, zur Zusammenarbeit mit Drittländern und zur Förderung und Aufwertung des europäischen Normungssystems.[27]

## Informationen zu Normen
Grundsätzlich gibt es zwei Arten von Normen: Normen als Gesetze und Verordnungen (z. B. Rechtsnormen wie das Grundgesetz) sowie Normen als technische Regelwerke (z. B. DIN Normen). Das Wort „Normen“ kommt aus dem lateinischen und heißt „Richtschnur“, Normen stellen demnach Regeln für bestimmte Zielgruppen dar. Technische Normen legen spezifische technische Anforderungen fest, die Produkte oder Dienstleistungen erfüllen müssen.
Die Einhaltung von Normen ist zwar freiwillig, stellt aber unter Beweis, dass Waren und Dienstleistungen sich durch ein bestimmtes Maß an Qualität, Sicherheit und Zuverlässigkeit auszeichnen.
Normen kommt bei der Verwirklichung des EU-Binnenmarkts und der Förderung der Wettbewerbsfähigkeit der EU eine entscheidende Rolle zu. Sie helfen den Herstellern dabei, die Interoperabilität von Produkten und Dienstleistungen zu gewährleisten, die Kosten zu senken, die Sicherheit zu verbessern und Innovationen zu fördern.  Die (allgemein) anerkannten Regeln der Technik (a.a.R.d.T.) sind, als institutionelle Standards, in Normen abgebildet. Um die Rechtsvorschriften nicht mit einer Fülle fachlicher Details zu belasten und um den unbestimmten Begriff der Technikklausel zu spezifizieren, je nach Fachgebiet und Gefährdung, greift die EU-Kommission auf Harmonisierte Normen zurück.
Danach sind die anerkannten internationalen Normen maßgeblich. Diese werden von folgenden Normungsorganisationen herausgegeben: die Internationale Organisation für Normung (ISO), die Internationale Elektrotechnische Kommission (IEC) und die International Telecommunication Union (ITU). Die internationalen sind meist allgemein gehalten, sodass eine weitere Spezifizierung durch europäische und/oder nationale Normen erfüllt werden kann. Nachfolgend sind die von den oben erwähnten europäischen Normungsorganisationen herausgegebenen Normen, bei der Entwicklung von Produkten und Dienstleistungen, in der Rangfolge zu beachten. Als letztes müssen nationale Normen beachtet werden. Die Liste der harmonisierten Normen wird regelmäßig aktualisiert und im EU-Amtsblatt veröffentlicht, in dem über 3600 Referenzen harmonisierter Normen zur Unterstützung der EU-Produktvorschriften aufgelistet sind.  Eine europäische Norm ersetzt 34 unterschiedliche nationale Normen.
In Deutschland werden nationale Normen vom DIN herausgegeben. In Österreich gibt die Austrian Standards International die ÖNORM heraus. Die Schweizerische Normen-Vereinigung (SNV) gibt für die Schweiz die nationalen Normen heraus. AFNOR ist die offizielle französische Normungsorganisation. In Großbritannien ist die nationale Normungsorganisation die British Standards Institution.
Als weitere zulässige Normen werden auch Spezifikationen der IKT (Informations- und Kommunikationstechnologien), die von der Europäische Kommission als solche anerkannt sind angesehen (siehe: Kapitel IV Technische IKT-Spezifikationen).
Normen bilden einen Maßstab für einwandfreies technisches Verhalten und sind im Rahmen der Rechtsordnung potentiell von Bedeutung. Grundsätzlich stehen Normen jedermann zur Anwendung frei. Sie können von jedermann angewendet werden, müssen jedoch nicht angewendet werden. Normen können jedoch dann eine rechtliche Bedeutung erlangen, wenn in Rechtsnormen oder Verwaltungsvorschriften durch Verweisung auf sie Bezug genommen wird. Gleiches gilt, wenn Verwaltungsbehörden oder Gerichte sie bei ihren Entscheidungen als Erkenntnisquellen heranziehen.

## Inkrafttreten und Änderungen
Richtlinien 89/686/EWG und 93/15/EWG des Rates sowie der Richtlinien 94/9/EG, 94/25/EG, 95/16/EG, 97/23/EG, 98/34/EG, 2004/22/EG, 2007/23/EG, 2009/23/EG und 2009/105/EG des Europäischen Parlaments und des Rates und zur Aufhebung des Beschlusses 87/95/EWG des Rates und des Beschlusses Nr. 1673/2006/EG des Europäischen Parlaments und des Rates.
Verordnung (EU) 2022/2480 des Europäischen Parlaments und des Rates vom 14. Dezember 2022 zur Änderung der Verordnung (EU) Nr. 1025/2012 hinsichtlich Entscheidungen der europäischen Normungsorganisationen über europäische Normen und Dokumente der europäischen Normung.